# Scytodes piroca
Espèce
Scytodes piroca est une espèce d'araignées aranéomorphes de la famille des Scytodidae.

## Distribution
Cette espèce est endémique du Brésil. Elle se rencontre en Acre, en Amazonas et au Rondônia,.

## Description
Le mâle holotype mesure 2,75 mm et la femelle paratype 5,00 mm.

## Étymologie
Son nom d'espèce lui a été donné en référence au lieu de sa découverte, Piroca.

## Publication originale
- Rheims & Brescovit, 2000 : Six new species of Scytodes Latreille, 1804 (Araneae, Scytodidae) from Brazil. Zoosystema, vol. 22, no 4, p. 719-730 (texte intégral).